# Hurman Kalesi
Hurman Kalesi ist eine byzantinisch-seldschukische Festung in der südlichen Zentraltürkei. Sie war zeitweise die beherrschende Burg des byzantinischen Themas Lykandos.

## Lage
Die Burg steht im Bezirk Afşin der türkischen Provinz Kahramanmaraş, etwa 25 Kilometer nördlich von Afşin und 100 Kilometer nördlich der Provinzhauptstadt Kahramanmaraş, über dem Tal des Hurman Çayı. Dieser war schon in antiker Zeit mit der seinem Verlauf folgenden Straße ein wichtiger Verkehrsweg, der Kappadokien im Westen über die Bergzüge der Dibek und der Binboğa Dağları mit Südostanatolien und Syrien verband. Er durchfließt südlich der Burg die Ebene von Elbistan, wo er in den Ceyhan mündet, was der Festung eine strategische Schlüsselstellung über die Ebene verlieh.

## Geschichte

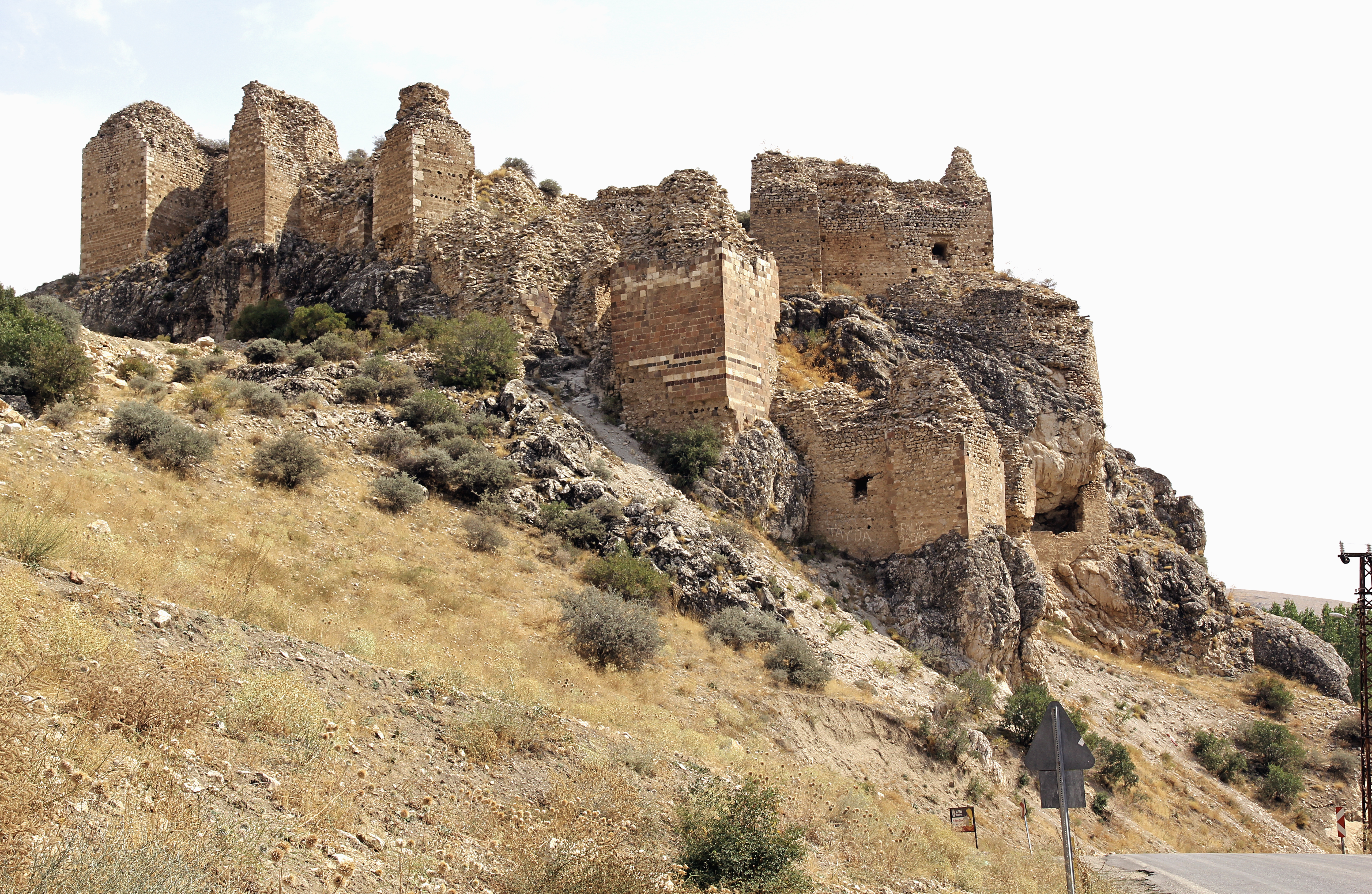
Ansicht von Nordwesten

Das Baudatum der Burg ist nicht bekannt, die Entstehung wird in byzantinischer Zeit vermutet, Münzfunde weisen sogar bis in römische Zeit zurück. Im 10. Jahrhundert lag sie im umkämpften Grenzgebiet zwischen dem Byzantinischen Reich und den Arabern (al-ʿAwāsim). Nach einer Rückeroberung durch den Armenier Melias für Byzanz wurde 911 die Burg neu befestigt und wurde zur Hauptburg des 916 gegründeten Themas Lykandos. Als ab dem 12. Jahrhundert die Seldschuken die Region beherrschten, wurde die Burg grundlegend umgebaut, sodass die heute sichtbaren Bauteile zum größten Teil aus dieser Periode stammen. Unter osmanischer Herrschaft wurden im 17. und 18. Jahrhundert nochmals Umbauten an der Festung vorgenommen. In byzantinischer Zeit hatte die Festung den Namen Romaina, der arabische Name lautete Hisn ar-Rummān.

## Aufbau
Die Burg liegt auf einem nach Südwesten zum Fluss hin abfallenden Felsen und hat einen annähernd rechteckigen Grundriss von etwa 80 × 50 Metern. Die umfassenden Mauern aus großen, mehrfarbigen Werksteinquadern sind mit Höhen von teilweise über zehn Metern erhalten. Die Mauern enthalten acht Bastionen. Der Haupteingang lag im Westen, wo sich vermutlich auch die zur Burg gehörige Ortschaft Sobagena befand. Hinter dem Eingang war in seldschukischer Zeit eine zweite Mauer mit einem weiteren Tor errichtet worden. Die Ostseite verfügte ebenfalls über einen Eingang. Von den Gebäuden im Burginneren sind nur noch Fundamentreste erkennbar, deren Funktionen nicht mehr zu deuten sind.